# Cyclotelus bellus
Cyclotelus bellus är en tvåvingeart som först beskrevs av Cole 1923.  Cyclotelus bellus ingår i släktet Cyclotelus och familjen stilettflugor. Inga underarter finns listade i Catalogue of Life.